# Пуллороз
Пуллороз (лат. Pullorosis; белый понос, тиф кур) — инфекционное заболевание домашней птицы из группы сальмонеллёзов. Поражает кишечник.

## История
Массовые случаи заболевания впервые были описаны в 1889 году Клейном в Англии и названы «птичьим сальмонеллёзом». В СССР болезнь была впервые зарегистрирована в 1924 году А. А. Ушаковым. Болезнь встречается повсеместно. Возбудитель — Salmonella Gallinarum.

## Клиническая картина
Инкубационный период длится 1-6 дней. Обычно болезнь протекает быстро. Наблюдают понижение или отсутствие аппетита, слабость, малоподвижность. Температура повышается до 43…44°С. Болезнь сопровождается поносом: испражнения жидкие с беловатым налётом. Иногда этой болезнью болеет молодняк в возрасте до 1 месяца, но большинство цыплят гибнет в первые две недели.

## Диагноз
Его устанавливают на основании эпизоотологических данных, клинических симптомов и результатов патологоанатомического и бактериологического исследований. В неясных случаях ставят биопробу и реакцию агглютинации выделенной культуры со специфической пуллорной сывороткой. Прижизненная диагностика латентных форм болезни осуществляется постановкой кровекапельной реакции агглютинации со специфическим агентом.

## Лечение и профилактика
Используют антибиотики. Эффективен сульфадимезин. Больных птиц уничтожают.